# Salacia beddomei
Salacia beddomei är en benvedsväxtart som beskrevs av Gamble. Salacia beddomei ingår i släktet Salacia och familjen Celastraceae. Inga underarter finns listade.